# Karell Piña Ventoza
Karell Piña Ventoza (geboren 13. Februar 1988 in Morón) ist ein kubanischer Beachvolleyballspieler.

## Karriere
Piña spielte 2009 mit Sergio Reynaldo González Bayard auf der NORCECA-Tour. Piña/González wurden in Grand Cayman und Guatemala-Stadt jeweils Zweiter und gewannen dann das Turnier in Boca Chica. 2010 entschieden sie nach einem dritten Platz in San Salvador  und einem zweiten Rang in Boca Chica das Turnier in Guatemala-Stadt für sich. Mit Javier Jimenez wurde Piña 2011 Zweiter in Guatemala und gewann in Boca Chica. In Chiapas mit Yadrian Escobar und in Varadero wiederum mit Jimenez gab es zwei dritte Plätze. Piña/González nahmen anschließend an den Panamerikanischen Spielen in Guadalajara teil, wo sie den sechsten Rang belegten. 2012 setzten sie sich bei den NORCECA-Turnieren in Chiapas und Varadero durch und wurden in Toluca Zweite. 2013 wurden sie Zweite in Guatemala, Fünfte in Toluca und Vierte in Varadero. 2014 trat Piña mit Yendris Castillo Morales nur in Varadero an und kam dort auf den dritten Platz.
2015 bildete er ein neues Duo mit Daisel Quesada Sardiñas. Quesada/Piña gewannen das NORCECA-Turnier in Punta Cana und wurden Vierte in Trinidad und Tobago. 2016 siegten sie erneut in Punta Cana. Sie wurden Fünfte in Varadero und Dritte in Trinidad und Tobago. 2017 gelangen ihnen auf der NORCECA-Tour drei Turniersiege in La Paz, Grand Cayman und Ocho Rios. Außerdem wurden sie Fünfte in Varadero. Über die NORCECA-Vorentscheidung qualifizierten sich Quesada/Piña für die Weltmeisterschaft in Wien. Dort verloren sie ihre drei Vorrundenspiele ohne Satzgewinn und schieden als Gruppenletzte aus.